# Sucos Mais
Sucos Mais é uma marca adquirida em 2005 pela Coca-Cola.
Sucos Mais iniciou sua produção em Linhares – ES, no ano de 2002.
Em 2005 a Coca-Cola anunciou a aquisição da marca, que passou a fazer parte das demais marcas da The Coca-Cola Company.
Com a aquisição da fabricantes de sucos Del Valle, a marca passou a chamar-se Del Valle Mais.